# There Is No Beginning to the Story
There Is No Beginning to the Story är en EP med det amerikanska indierock-bandet Bright Eyes. EP:n utgavs som CD och som 12" vinyl. Vinyl-versionen innehåller två bonusspår. Sångarna varierar mellan det elektroniska och det mer akustiska. EP:n släpptes av Saddle Creek Records 2002.

## Låtlista
1. "From a Balance Beam" – 3:40
2. "Messenger Bird's Song" – 5:29
3. "We Are Free Men" – 4:35
4. "Loose Leaves" – 3:42
5. "Outro" (namnlös dold låt) – 1:38

Bonusspå på vinyl-versionen
1. "Amy in the White Coat" – 5:34
2. "Out on the Weekend" (Neil Young) – 4:13

(Alla låtar skrivna av Conor Oberst där inget annat angetts)

## Medverkande
- Conor Oberst – sång, gitarr, piano
- Mike Mogis – mandolin, banjo, dulcimer, vibrafon, dobro, elgitarr, percussion
- Todd Baechle – sång
- Kriss Brooks – piano
- Stefanie Drootin – orgel
- Orenda Fink – trumpet, sång
- Margret Fish – fagott
- Jason Flatowicz – trombon
- Simon Joyner – sång
- Jiha Lee – flöjt, sång
- Andy LeMaster – elgitarr, sång
- Clay Leverett – sång
- Matt Maginn – basgitarr
- Roslyn Maginn – percussion
- Casey Scott – basgitarr, percussion
- Maria Taylor – piano, sång
- Clark Baechle – trummor
- Matt Focht – trummor
- Clay Leverett – trummor
- Clint Schnase – trummor
- Mike Sweeney – trummor